# Trygonoptera galba
Trygonoptera galba är en rockeart som beskrevs av Last och Yearsley 2008. Trygonoptera galba ingår i släktet Trygonoptera och familjen Urolophidae. IUCN kategoriserar arten globalt som otillräckligt studerad. Inga underarter finns listade i Catalogue of Life.